# أزمة شرف (فلم)
أزمة شرف هو فيلم مصري من أنتاج عام 2009 من تأليف طارق بركات وإخراج وليد التابعي.

## قصة الفيلم
تدور أحداث الفيلم في إطار تشويقي حول قضية قتل زوجة مطرب مشهور والسائق الخاص بها، ومن خلال البحث في قضية القتل تتفجر الكثير من المفاجآت.

## بطولة
| - غادة عبد الرازق: ثريا - أحمد فهمي: حسام الكاشى - طارق لطفي:مدحت - أحمد سعيد عبد الغني: كارم - أشرف مصيلحي: مرعي - ساندي علي: غادة زوجة حسام الكاشى - سامي العدل: أبو مدحت | - منة فضالي: ليلى - هبة مختار:المطربة - فايق عزب: السواق - عبد الله مشرف:جبريل - وائل سامي:نادر - كمال السيد:القهوجي - أحمد طموم | - مجدي منير:الطبيب - أحمد الطماني: ضابط المباحث - احسان الترك:رئيس تحرير - بهجت عدلي:الطبيب الشرعي - هايدي سليم:الراقصة - مروان مسلم:مساعد حسام | - ليلى محمود:الأم - وداد محمود:الخادمة - مهجة عبد الرحمن:زوجة جبريل - محمود محمد:طبيب الأعصاب - محمد حسن:بودي جارد1 - محمد عبد اللاه:بودي جارد2 |

## فريق العمل
| - قصة وسيناريو وحوار: طارق بركات - منتج فني:مصطفى صابر - م. الديكور:صلاح الشاذلي - مهندس الصوت: مصطفى على - الألحان والموسيقى التصويرية: تامر كروان - معامل الطبع والتحميض:شركة الإكسير - مستشار إعلامي: Media House Agency co - رباب إبراهيم - نيفين الزهيري - تلوين:محمد بكير - مؤثرات ضوئية:طارق رفعت | - مخرج منفذ:نادر شريف - موزع: الإخوة المتحدين للسينما - مونتير: غادة عز الدين - منتج: شركة وليد التابعي للانتاج السينمائي - مدير التصوير: أحمد جبر - مساعدين الإخراج:مصطفى نور- نسمة توفيق - محمود أدريس - كلاليت:فاروق أغا - مدير مالي:وليد سعيد - مدير الإنتاج:ولاء التابعي - سعيد أبو زيد - محمد سيد - محمد سعد | - مساعدين الإنتاج:ياسر عزت - محمد عبد الجليل - حسام غريب - خدمات إلكترونية: بكار- عبد الجواد - محمد رجب - مخرج: وليد التابعي - منتج: شركة وليد التابعي للانتاج السينمائي - مدير الإنتاج: محمد أسامة - مصمم الإعلان: غادة عز الدين - مصمم الأفيش: فيجر للدعاية - مصور الأفيش: شريف جورج - مصمم الأفيش: عصام نصار |

## روابط خارجية
- مقالات تستعمل روابط فنية بلا صلة مع ويكي بيانات